# Aesculus lantsangensis
Aesculus lantsangensis là một loài thực vật có hoa trong họ Bồ hòn. Loài này được Hu & W.P.Fang mô tả khoa học đầu tiên năm 1962.